# Telchinia perenna
Telchinia perenna is een vlinder uit de onderfamilie Heliconiinae van de familie Nymphalidae. De wetenschappelijke naam van de soort is voor het eerst gepubliceerd in 1847 door Edward Doubleday.

## Verspreiding
De soort komt voor in Senegal, Gambia, Guinee, Sierra Leone, Liberia, Ivoorkust, Ghana, Togo, Nigeria, Kameroen, Gabon, Congo-Brazzaville, Congo-Kinshasa, Ethiopië, Oeganda, Kenia, Tanzania, Angola, Zambia, Malawi en Mozambique.

## Waardplanten
De rups leeft op:
- Asteraceae
  - Mikania sagittifera
  - Mikania scandens
- Menispermaceae
  - Kolobopetalum chevalieri
- Passifloraceae
  - Adenia cissampeloides
- Phyllanthaceae
  - Bridelia micrantha
- Urticaceae
  - Scepocarpus

## Ondersoorten
- Actinote perenna perenna (Doubleday, 1847) (Senegal, Gambia, Guinee, Sierra Leone, Liberia, Ivoorkust, Ghana, Togo, Nigeria, Kameroen, Gabon, Congo-Brazzaville, Congo-Kinshasa, Oeganda, Kenia, Tanzania, Angola, Zambia, Malawi en Mozambique)
- Actinote perenna kaffana (Rothschild, 1902) (Ethiopië)